# Cuisy-en-Almont
Cuisy-en-Almont ist eine französische Gemeinde mit 358 Einwohnern (Stand 1. Januar 2022) im Département Aisne in der Region Hauts-de-France (vor 2016 Picardie). Sie gehört zum Arrondissement Soissons, zum Kanton Soissons-1 und zum Gemeindeverband GrandSoissons Agglomération.

## Geografie
Die Gemeinde Cuisy-en-Almont liegt auf einem Plateau, 50 Höhenmeter über dem Aisnetal, acht Kilometer nordwestlich von Soissons. Nachbargemeinden von Cuisy-en-Almont sind Bieuxy im Norden, Vauxrezis im Osten, Pommiers im Südosten, Osly-Courtil im Süden, Fontenoy im Südwesten, sowie Tartiers im Westen.

## Bevölkerungsentwicklung
| Jahr                       | 1962 | 1968 | 1975 | 1982 | 1990 | 1999 | 2006 | 2013 | 2021 |
| Einwohner                  | 435  | 433  | 371  | 311  | 321  | 352  | 333  | 339  | 355  |
| Quellen: Cassini und INSEE |      |      |      |      |      |      |      |      |      |

## Sehenswürdigkeiten
- Kirche zur Geburt der Heiligen Jungfrau, Monument historique seit 1919